# Литер
Литер (на унгарски: Litér) е село в централна Унгария, област Веспрем.
Разположено е на 8 km югоизточно от град Веспрем и на 5 km северно от брега на езерото Балатон. Населението му е 2148 души (по приблизителна оценка от януари 2018 г.).